# سیارک ۷۹۲۱
سیارک ۷۹۲۱ (به انگلیسی: 7921 Huebner، نامگذاری:1982RF) هفت هزار و نهصد و بیست و یکمین سیارک کشف شده‌است که در ۱۵ سپتامبر ۱۹۸۲ کشف شد.
قدر مطلق سیارک برابر ۱۳٫۸۰ است.